# أنطون ميرانتشوك
أنطون أندرييفتش ميرانتشوك (بالروسية: Антон  Андреевич Миранчук) (و. 17 أكتوبر 1995) هو لاعب كرة قدم روسي. هو الأخ التوأم للاعب أليكسي ميرانتشوك.

## وصلات خارجية
- أنطون ميرانتشوك على موقع الاتحاد الأوربي (الإنجليزية)
- أنطون ميرانتشوك على موقع قاعدة بيانات كرة القدم.إي يو (الإنجليزية)
- أنطون ميرانتشوك على موقع ناشيونال فوتبول تيمز (الإنجليزية)
- أنطون ميرانتشوك على موقع Soccerway.com (الإنجليزية)
- أنطون ميرانتشوك على موقع عالم كرة القدم.نت (الإنجليزية)